# Kristina Mała
Kristina Eduardowna Mała, ros. Кристина Эдуардовна Малая (ur. 8 października 1996) – rosyjska lekkoatletka, trójskoczkini.
W 2013 zajęła 9. miejsce w mistrzostwach świata juniorów młodszych oraz zdobyła brąz gimnazjady.
Srebrna medalistka mistrzostw Europy juniorów (2015).
Medalistka mistrzostw Rosji w różnych kategoriach wiekowych.

## Rekordy życiowe
- Trójskok – 13,85 (2015)